# Шарлът (окръг, Вирджиния)
Окръг Шарлът (на английски: Charlotte County) е окръг в щата Вирджиния, Съединени американски щати. Площта му е 1235 km², а населението - 12 472 души (2000). Административен център е град Шарлът Корт Хаус.